# Mount Fox, British Columbia
Mount Fox är ett berg i Kanada.   Det ligger i provinsen British Columbia, i den centrala delen av landet, 3 100 km väster om huvudstaden Ottawa. Toppen på Mount Fox är 2 798 meter över havet.
Terrängen runt Mount Fox är huvudsakligen mycket bergig.Trakten runt Mount Fox är nära nog obefolkad, med mindre än två invånare per kvadratkilometer.. Det finns inga samhällen i närheten. 
Trakten runt Mount Fox består i huvudsak av gräsmarker.